# Emilio Giardina
Emilio Giardina (Catania, 16 marzo 1933 – Catania, 6 maggio 2024) è stato un economista e politico italiano, ex professore ordinario di Scienza delle finanze e preside della Facoltà di Economia e Commercio dal 1972 al 1999 presso l'Università degli Studi di Catania.

## Biografia
Emilio Giardina, figlio di Emanuele e cugino di Vitaliano Brancati, intraprese studi universitari che lo introdussero alle discipline economiche, con particolare interesse sulla finanza pubblica. Dopo aver conseguito la laurea, nei primi anni Sessanta, si spostò negli Stati Uniti e perfezionò i suoi interessi sotto la direzione del premio Nobel James M. Buchanan (1919–2013) all'Università della Virginia. La sua attività scientifica si tradusse in numerosi scritti su temi quali l'analisi teorica e applicata nell'ambito dell'economia pubblica.
Tornato in Italia, la sua carriera proseguì sia in ambito universitario, tra l'insegnamento e ruoli gestionali, sia con l'impegno politico e amministrativo nel contesto catanese. Ricoprì il ruolo di professore ordinario di Scienza delle Finanze presso l'Università di Catania, poi professore emerito nel 2008. Dal 1972 al 1999 esercitò le funzioni di Preside della Facoltà di Economia e Commercio dello stesso Ateneo e di garante (2009-2012).
Rilevante fu l'apporto di Giardina a variegati aspetti della vita istituzionale dell'Università catanese, tra cui vi fu la redazione dello Statuto a metà degli anni Novanta. Fu membro del consiglio di amministrazione dell'Ateneo (1966-1972), prorettore (1970-1971), direttore del Dipartimento di Economia e Metodi Quantitativi (2000-2005). Inoltre, presiedette il Collegio dei Presidi delle Facoltà di Economia (1998-1999) e partecipò alla Commissione ministeriale per la riforma degli ordinamenti universitari (1998-2000), presidente del Centro Studi di Economia applicata all'Ingegneria (CSEI) di Catania dal 1985 fino al 2020. Giardina fu un influente studioso di finanza pubblica nella sua comunità accademica, al punto da essere stato scelto come primo Presidente della Società italiana di economia pubblica (SIEP), dal 1988 al 1991, per la promozione della ricerca tra i giovani studiosi. La sua vasta attività di ricerca abbracciò differenti settori dell'economia pubblica, sia in ambito teorico che pratico. Una significativa porzione della sua carriera scientifica fu dedicata all'esame di diversi aspetti della finanza locale, all'interdisciplinarietà con un focus particolare sui processi decisionali.
Giardina fu anche componente della Commissione tributaria centrale (1974-2008) e del Consiglio Superiore della Finanza (1980-1992), del Consiglio Generale dell'Istituto Nazionale per lo Studio della Congiuntura e del Comitato tecnico-scientifico dell'IRFIS e partecipò a comitati consultivi di enti pubblici e associazioni.
Parallelamente all'attività accademica, Giardina ebbe un significativo impegno politico nelle file del Partito Repubblicano Italiano (PRI). La sua attività politica fu caratterizzata dalla stima da parte di Ugo La Malfa. Si candidò alle elezioni politiche del 1992 della XI Legislatura per i collegi Catania I e Catania II. Ricoprì incarichi amministrativi, tra cui la presidenza della Sidra (2013-2016), la società responsabile della distribuzione idrica nella città di Catania. Durante la sua presidenza, si registrò un miglioramento nella gestione e nella distribuzione dell'acqua, precedentemente soggetta a razionamento.
Da giovane provetto schermitore, allievo universitario di Pasquale Timmonieri, fu anche tra i fondatori del Centro Universitario Sportivo (CUS) di Catania nel 1947.
Nella sua produzione scritta, Giardina incluse anche contributi teorici e analisi empiriche focalizzate su temi quali il federalismo fiscale, il principio della capacità contributiva e la gestione delle risorse idriche, evidenziando nelle sue opere un approccio metodologico integrante il rigore analitico con la considerazione dei contesti sociali e politici. Numerose pubblicazioni raccolsero i suoi scritti sulla finanza pubblica, con prefazioni di figure di spicco come James Buchanan e Francesco Forte, in riconoscimento del suo apporto al campo.
Nel corso di una giornata di studi, il 6 maggio 2025, il Polo Didattico dell'Università di corso delle Province a Catania, venne ufficialmente dedicato al professore emerito di scienza delle finanze.

## Opere principali
- Le basi teoriche del principio della capacità contributiva, Milano, A. Giuffrè, 1960.
- La capacità giuridica tributaria degli enti collettivi non personificati, Milano, Giuffrè, 1962.
- Intorno al concetto di onere del debito pubblico ed alla sua distribuzione temporale, Milano, A. Giuffrè, 1964.
- Debito pubblico e teoria delle decisioni, Milano, Giuffrè, 1965.
- Le scelte finanziarie ed il massimo paretiano di utilità collettiva, Milano, Giuffrè, 1969.
- Riflessi della riforma tributaria sulla finanza della Regione siciliana, Milano, Giuffrè, 1969.
- Le funzioni della Provincia regionale in materia di tutela dell'ambiente idrico, Catania, CSEI Catania, 1988.
- Livelli di governo e loro finanziamento: teoria, esperienze, istituzioni (curatore assieme a Italo Magnani, Giancarlo Pola, Giuseppe Sobbrio), Milano, F. Angeli, 1988. ISBN 9788820428723
- Impresa pubblica, privatizzazione e regolamentazione (curatore), Milano, F. Angeli, 1990.
- La nuova legge sulla difesa del suolo ed il ruolo dei sistemi informativi, con Michele Conte e Giuseppe Rossi, Catania, CSEI Catania, 1990.
- Pubblico e privato nella società dell'informazione: inaugurazione dell'Anno Accademico 1995-1996: cerimonia di apertura 14 dicembre 1995.
- Federalismo (curatore assieme a Franco Osculati e Mario Rey), Milano, F. Angeli, 1996.
- Tra economia e società: studi in memoria di Giovanni Montemagno (curatore con Antonio D'Agata e Enzo Sciacca), Milano, A. Giuffrè, 2006.
- Scritti scelti (1960-2007), saggi introduttivi di James M. Buchanan e Francesco Forte, collana "La finanza pubblica", Milano, Franco Angeli, 2008. ISBN 978-88-568-0303-7